# أريلا بارر
أرييلا بارر (بالإنجليزية: Ariela Barer)‏ (ولدت في 14 أكتوبر 1998) هي ممثلة أميركية.

## أعمال

### فيلم
| عام  | عنوان                        | وظيفة         | ملاحظات            |
| ---- | ---------------------------- | ------------- | ------------------ |
| 2009 | فتاة أمريكية: كريسا تقف قوية | سونالي ماثيوز | مباشرة إلى الفيديو |
| 2009 | ستيلينا بلو                  | كامند         |                    |
| 2011 | كل الأطفال عد                | ماريا         |                    |
| 2017 | مكان أود أن أكون             |               | فيلم قصير          |
| 2018 | سيدة العالم                  | أوليفيا       |                    |

### التلفاز
| عام       | عنوان                           | وظيفة                         | ملاحظات                                  |
| --------- | ------------------------------- | ----------------------------- | ---------------------------------------- |
| 2007      | يو غابا غابا!                   | سوبر مارتيان روبوت جيرل (صوت) | متكرر                                    |
| 2008      | ER                              | ياسمين إسكالانتي              | الحلقة: "الحياة بعد الموت"               |
| 2008      | 90210                           | رنا شيرازي                    | الحلقة: "الألعاب التي يلعبها الأشخاص"    |
| 2009      | عيد الحب                        | يونغ ويندي                    | الحلقة: "لقد ذهبت"                       |
| 2009      | الأعشاب                         | كشاف                          | الحلقة: "بيرو انسانو"                    |
| 2011      | كينان سحق                       | سامانثا                       | 4 حلقات                                  |
| 2012      | فتاة جديدة                      | يونغ سيس                      | 2 حلقة                                   |
| 2013      | الملك جون                       | صوفي                          | فيلم تلفزيوني                            |
| 2014      | عائلة عصرية                     | صوفي                          | الحلقة: "وواحد ينمو"                     |
| 2014      | لم أفعل ذلك                     | ميغان                         | الحلقة: "كرة أو لا شيء"                  |
| 2014      | حياة جورتيمر جيبون في شارع عادي | استير بندراغون                | الحلقة: "الحارس وأسطورة مطرقة بندراغون " |
| 2015      | ليف ومادي                       | شاينا                         | الحلقة: "كاتم صوت روني"                  |
| 2015      | الرعد                           | كايلي                         | الحلقة: "الخروج من مرحلة السرقة"         |
| 2016      | KC السرية                       | الكسيس ماكريري                | الحلقة: "الأم السرية"                    |
| 2017      | يوم واحد في كل مرة              | كارمن                         | 4 حلقات                                  |
| 2017-2018 | غير نمطي                        | بيلي بينيت                    | 7 حلقات                                  |
| 2017-2019 | الهاربون                        | جيرترود "غيرت" يورك           | فريق التمثيل الرئيسي                     |
| 2020      | تشريح غريز                      | بولا                          | الحلقة: "الحياة على المريخ؟"             |
| 2021      | المتمردين                       |                               |                                          |

## وصلات خارجية
- أريلا بارر على موقع IMDb (الإنجليزية)
- أريلا بارر على موقع ألو سيني (الفرنسية)
- أريلا بارر على موقع قاعدة بيانات الفيلم (الإنجليزية)